# Землянуха (приток Барнаулки)
Землянуха — река в Павловском районе Алтайского края, левый приток реки Барнаулки. Длина реки — 18 км. Относится к Верхнеобскому бассейновому округу.

## География
Берё исток у урочища Урожайное на высоте более 234 м над уровнем моря. Течёт по равнине среди полей в восточном направлении, и только перед впадением в Барнаулку протекает по небольшому участку леса. Впадает в Барнаулку в 52 км от её устья.
По берегам Землянухи располагаются 2 села: Солоновка и Черёмное.
В летний период пересыхает. Используется для хозяйственных нужд двух поселений. Для накапливания воды на реке сооружены дамбы. Построен один водовод до озера Анисимово для нужд Черемновского сахарного завода. Реку пересекают 1 железнодорожный и 9 автомобильных мостов.